# Kalkara
Kalkara es un consejo local y un pequeño pueblo de Malta con un área de 1.8 km² y una población de 3000 habitantes aproximadamente. 
Su nombre proviene de la palabra latina para "cal" (Calce), ya que en el lugar existía un horno de cal de origen romano.